# Lisa Kuß
Lisa Kuß (* 21. Januar 1938 in Wismar als Lisa Draehmpaehl) ist eine deutsche Volksschauspielerin und Theaterleiterin.

## Leben
Lisa Kuß erlernte auf der Wismarer Werft den Beruf einer Industriekauffrau und arbeitete dann als Buchhalterin, zuerst auf der Werft und ab 1961 in der Papierfabrik Wismar.
1956 spielte sie ihre erste Rolle an der Niederdeutschen Bühne Wismar, 1967 wurde sie deren Leiterin. 1996 gründete sie das erste Plattdeutsch sprechende Kindertheater in Mecklenburg.
Lisa Kuß wurde mit der Medaille für Künstlerisches Volksschaffen, mit dem Bundesverdienstkreuz, dem Ehrenring der Hansestadt Wismar und dem Johannes-Gillhoff-Preis ausgezeichnet.
Lisa Kuß ist mit dem Wismarer Theaterleiter Willi Kuß (* 1934) verheiratet. Der Lehrer und niederdeutsche Schriftsteller Hans Draehmpaehl (1932–1994) war ihr Bruder.